# Para volver a amar
Para volver a amar es una telenovela mexicana producida por Giselle González Salgado y Roberto Gómez Fernández para Televisa en 2010 y 2011. Es una adaptación de la telenovela colombiana El último matrimonio feliz.
Protagonizada por Rebecca Jones, René Strickler, Nailea Norvind, Alejandra Barros, Mark Tacher, África Zavala y Zaide Silvia Gutiérrez; y con las actuaciones antagónicas de Alejandro Camacho, Sophie Alexander, Juan Carlos Barreto, Flavio Medina, Jesús Ochoa, Susana González, Pablo Valentín y la primera actriz Magda Guzmán. Cuenta además con las actuaciones estelares de Alberto Estrella, Agustín Arana, Lisset, Thelma Madrigal, Alfonso Dosal y el primer actor Édgar Vivar.
Inició el 12 de julio de 2010 en sustitución de Niña de mi corazón, y terminó el 30 de enero de 2011 siendo reemplazado por Rafaela. 

## Argumento
La trama gira en torno a la vida de 6 mujeres que después de haber contraído matrimonio se enfrentan a la realidad de su vida en pareja.

### Antonia y Patricio
Amor
La primera de ellas es Antonia Palacios, una exitosa, respetada, fuerte  mujer casada con Patricio y con quien tiene una hija: Paola. Antonia trabaja en las empresas Longoria, pero luego de darse cuenta de la clase de persona que es Braulio, decide renunciar debido al accidente de su hija e iniciar por su propia iniciativa un negocio de bienes raíces, pero su vida da un giro al darse cuenta de que padece de cáncer de seno.

### Valeria y Braulio
Apariencia
La segunda mujer Valeria Andrade, una mujer de buena posición económica y de respeto. Sin embargo, es víctima de los abusos psicológicos de su esposo, quien es ni más ni menos que Braulio. Valeria siempre ha tenido la idea de que es solo una muñeca de trapo que Braulio compró a su madre, una prostituta que convencida de que Braulio le daría una vida mejor a su hija, la entregó a él. Y para su desgracia, su hijo Sebastián es rebelde e ignorante a los problemas de sus padres. Valeria decide salir de la casa Longoria y se une al equipo de trabajo de Antonia.

### Bárbara y Jaime
Maltrato
La tercera es Bárbara Mantilla, tras llegar al negocio de Antonia. Ante la apariencia de una mujer aparentemente feliz, Bárbara esconde una intensa frustración causada por Jaime, su marido golpeador, celoso, obsesivo y alcohólico que además tiene viviendo con ellos a su madre, Doña Conchita, una anciana cruel y manipuladora que goza de hacerle la vida imposible a Bárbara e impulsará los vicios de Jaime. Pronto Antonia descubrirá estos problemas y tratará de ayudar a Bárbara.

### Maité y Jorge
Competencia
Por otro lado, la cuarta mujer, Maité Duarte una ex clienta de Antonia llega a solicitarle empleo. Pero Antonia se da cuenta de que Maité es una mujer muy ambiciosa que se ha empeñado en competir con su propio marido Jorge por dinero. Maité también iniciará una pelea legal con él para lograr el divorcio. A pesar de esto, Antonia no le negará el trabajo e intentará ayudarla.

### Yorley y David
Decepción
La quinta mujer es Yorley Quiroga que se encuentra cansada de David, el holgazán de su marido quien junto con su amigo Quintín se la pasa bebiendo y criticando a la sociedad. Yorley se enamora de Leonardo Torres, pero para su desgracia la hija de ella y de David se niega rotundamente a la relación y con caprichos exagerados tratará de manipular indirectamente a Yorley para que no deje a David.
Yorley tiene el consuelo y los consejos de Renato, un estilista que debido a su homosexualidad se siente rechazado, pero a pesar de esto nunca deja de brindar su ayuda a los demás. Renato está enamorado de Alcides y a pesar de que este último se encuentra en un desequilibrio sobre su preferencia sexual se siente ligeramente atraído por Charito. Charito una mujer alegre y gran amiga de Renato se encuentra completamente enamorada de él, intentará de todo para conquistarlo. A pesar de la poca atracción de Alcides hacia ella, se decide a ayudar a Quintín para que él la conquiste, pero debido a la forma de ser de su padre decide casarse con Charito.

### Rosaura y Rolando
Infidelidad
Por último, la sexta historia menciona a Rosaura Pereyra una mujer madura que lleva años casada con Rolando, un taxista que la engaña con una mujer más joven. Ante la inestabilidad de su familia, Rosaura acude a Antonia para pedirle trabajo con la esperanza de salir adelante sin perder a su marido. 

### Resumen
Antonia se siente orgullosa de la ayuda que está brindando a las demás mujeres además de feliz por su estable matrimonio. Todo esto cambia cuando a ella le da un cáncer de seno lo que comenzará a quebrar su matrimonio poco a poco cuando ella intente ocultarlo. Pero a pesar de todo Antonia no dejará de ser el ejemplo a seguir y se empeñará en cambiar para bien la vida de todas las mujeres que han acudido.

## Elenco
- Rebecca Jones -  Antonia Palacios de González
- Alejandro Camacho -  Braulio Longoria Sampeiro
- René Strickler - Patricio González
- Nailea Norvind -  Valeria Andrade de Longoria / Marleny Esparza
- Alejandra Barros - Bárbara Mantilla de Espinosa
- Mark Tacher -  Jorge Casso Urzúa
- África Zavala -  Yorley Quiroga
- Juan Carlos Barreto -  Jaime Espinosa Cabrera
- Zaide Silvia Gutiérrez -  Rosaura Pereyra de Salgar
- Jesús Ochoa - Rolando Salgar Ibarra "Cachetes"
- Sophie Alexander -  Maité Duarte de Casso
- Flavio Medina - David Magaña
- Édgar Vivar - Renato Villamar
- Magda Guzmán - Concepción "Doña Conchita" Cabrera Vda. de Espinosa
- Agustín Arana -  Leonardo Torres
- Marcia Coutiño -  Charito
- Alberto Estrella -  Rodrigo Longoria
- Susana González -  Domenica Mondragón
- Alex Sirvent - Alcides Garabito
- Eduardo España -  Quintín
- Pablo Valentín -  Marcial Zambrano
- Thelma Madrigal - Paola "Pao" González Palacios
- Alfonso Dosal -  Sebastián Longoria Andrade
- Danny Perea - Jennifer "Jenny" Guadalupe Salgar Pereyra
- Guillermo Avilán -  César Salgar Pereyra
- Loania Quinzaños -  Estefanía "Fanny" Magaña Quiroga
- Adalberto Parra -  Amador
- Lisset - Denisse
- Juan Ríos - Faber Esparza
- Jana Raluy -  Miranda Pinto
- Gabriela Zamora -  Mireya Nieto
- Ricardo Fastlicht -  Plinio
- Ricardo Guerra -  Pavel
- Emmanuel Orenday - Dylan
- Ariane Pellicer -  Cindy
- Claudia Godínez - Jessica
- Georgina Pedret -  Clarita
- Mario Loria - Sergio Aldama
- Dobrina Cristeva -  Greta
- María Isabel Benet -  Elvia
- Maricruz Nájera - Doña Confesión Vda. de Bravo
- Arturo Barba -  Román Pérez
- Miguel Pizarro -  Andrés
- Karol Sevilla -  Monserrat Esparza
- Juan Verduzco -  Enrique Pimentel
- Raquel Pankowsky -  Sra. De Pimentel
- Justo Martínez -  Don Nazario Garabito
- Leonardo Mackey -  Lic. Zambrano
- Socorro Bonilla -  Ofelia
- Álex Perea - Checo "El Zorro"
- Jonathan Becerra -  Beto
- Benny Emmanuel -  El Darwin
- Carlos Speitzer -  Pandillero
- Blanca Guerra - Maestra de ceremonias
- Olinka Velázquez - Clementina "Clemen"
- José Carlos Farrera  - Ariel
- Cassandra Ciangherotti  - Laila

## DVD
Fue lanzada en formato DVD en México y Estados Unidos. Se compone de 4 discos y contiene un resumen de la telenovela con duración de 12 horas. En el DVD de EE. UU. contiene subtítulos en inglés.

## Premios y nominaciones
| Año  | Premio                  | Categoría                     | Nominados                                  | Resultados |
| ---- | ----------------------- | ----------------------------- | ------------------------------------------ | ---------- |
| 2010 | TV Adicto Golden Awards | Mejor escenografía y utilería | Giselle González y Roberto Gómez Fernández | Ganador    |
| 2010 | TV Adicto Golden Awards | Mejor vestuario               | Giselle González y Roberto Gómez Fernández | Ganador    |
| 2010 | TV Adicto Golden Awards | Mejor retorno                 | Rebecca Jones                              | Ganadora   |
| 2010 | TV Adicto Golden Awards | Mejor primera actriz          | Magda Guzmán                               | Ganadora   |
| 2010 | TV Adicto Golden Awards | Mejor primer actor            | Jesús Ochoa                                | Ganador    |
| 2010 | TV Adicto Golden Awards | Mejores libretos              | Aída Guajardo y Berenice Cárdenas          | Ganadoras  |
| 2010 | TV Adicto Golden Awards | Mejor diseño de personajes    | Aída Guajardo y Berenice Cárdenas          | Ganadoras  |
| 2010 | TV Adicto Golden Awards | Mejor reparto                 | Giselle González y Roberto Gómez Fernández | Ganadores  |
| 2010 | TV Adicto Golden Awards | Mejor dirección de escena     | Francisco Franco y Eric Morales            | Ganadores  |
| 2010 | TV Adicto Golden Awards | Mejor producción              | Giselle González y Roberto Gómez Fernández | Ganadores  |
| 2010 | TV Adicto Golden Awards | Mejor telenovela de Televisa  | Giselle González y Roberto Gómez Fernández | Ganadores  |
| 2011 | Premios TVyNovelas      |                               |                                            |            |
| 2011 | Premios TVyNovelas      | Mejor telenovela              | Roberto Gómez Fernández y Giselle González | Ganadora   |
| 2011 | Premios TVyNovelas      | Mejor actriz                  | Rebecca Jones                              | Nominada   |
| 2011 | Premios TVyNovelas      | Mejor actor                   | René Strickler                             | Nominado   |
| 2011 | Premios TVyNovelas      | Mejor actor antagónico        | Juan Carlos Barreto                        | Ganador    |
| 2011 | Premios TVyNovelas      | Mejor actriz coestelar        | Alejandra Barros                           | Ganadora   |
| 2011 | Premios TVyNovelas      | Mejor actor coestelar         | Jesús Ochoa                                | Ganador    |
| 2011 | Premios TVyNovelas      | Mejor primera actriz          | Magda Guzmán                               | Ganadora   |
| 2011 | Premios TVyNovelas      | Mejor primer actor            | Alejandro Camacho                          | Ganador    |
| 2011 | Premios TVyNovelas      | Mejor actor juvenil           | Alfonso Dosal                              | Ganador    |
| 2011 | Premios TVyNovelas      | Mejor revelación femenina     | Thelma Madrigal                            | Nominada   |
| 2011 | Premios TVyNovelas      | Mejor tema musical            | "Para volver a amar" por Kany García       | Nominado   |
| 2011 | People en Español       | Mejor Telenovela              | Mejor Telenovela                           | Nominada   |
| 2011 | People en Español       | Mejor actriz                  | Nailea Norvind                             | Nominada   |
| 2011 | People en Español       | Mejor actriz                  | Rebecca Jones                              | Nominada   |
| 2011 | People en Español       | Mejor actor                   | Alejandro Camacho                          | Nominado   |
| 2011 | People en Español       | Mejor actor                   | René Strickler                             | Nominado   |
| 2011 | People en Español       | Mejor actriz secundaria       | Alejandra Barros                           | Ganadora   |
| 2011 | People en Español       | Mejor actriz secundaria       | Magda Guzmán                               | Nominada   |
| 2011 | People en Español       | Mejor actriz secundaria       | Sophie Alexander                           | Nominada   |
| 2011 | People en Español       | Mejor actor secundario        | Mark Tacher                                | Ganador    |
| 2011 | People en Español       | Mejor villano                 | Juan Carlos Barreto                        | Nominado   |
| 2011 | People en Español       | Revelación del año            | Alfonso Dosal                              | Nominado   |
| 2011 | People en Español       | Pareja del año                | Rebecca Jones y René Strickler             | Nominados  |
| 2011 | Premios ACE             | Mejor telenovela              | Mejor telenovela                           | Ganadora   |

### Galardón a los Grandes 2011
| Categoría   | Persona           | Resultado |
| ----------- | ----------------- | --------- |
| Trayectoria | Rebecca Jones     | Ganadora  |
| Trayectoria | Alejandro Camacho | Ganador   |
| Trayectoria | Magda Guzmán      | Ganadora  |